# Allomorphus
Allomorphus es un  género monotípico de insectos coleópteros curculiónidos. Es el único género de la tribu Allomorphini.
Su única especie es Allomorphus franzi Folwaczny 1968.